# Holcothorax
Holcothorax är ett släkte av steklar som beskrevs av Mayr 1876. Holcothorax ingår i familjen sköldlussteklar.